# Guanacaste (UNESCO)
Área de Conservación de Guanacaste (do češtiny volně přeloženo „Chráněná oblast Guanacaste“) je souhrnné pojmenování pro několik chráněných území na severovýchodě Kostariky ležících v provinciích Guanacaste a Alajuela. Jedná se o sekupení několika různých území, ve kterých panují různé přírodní podmínky. Jako celek je Guanacaste jednou z nejméně lidskou činností dotčených oblastí v Kostarice, i proto je zapsaná do seznamu světového dědictví UNESCO. Ochrana se vztahuje jak na pevninu, tak i okolní moře. Jsou zde zastoupeny ekosystémy pobřežních bažin s mangrovovými porosty, savany, suchý tropický les, tropický deštný les i tropická vegetace rostoucí v horských podmínkách. Celková rozloha území chráněného UNESCEM je 147 000 ha, z toho je 104 000 ha pevniny a 43 000 ha vodních ploch.
Kostarické národní parky zahrnuté do Área de Conservación de Guanacaste:
- Parque Nacional Guanacaste - 33 780 ha
- Parque Nacional Santa Rosa - 38 674 ha
- Parque Nacional Volcán Rincón de la Vieja - 14 161 ha

## Flora

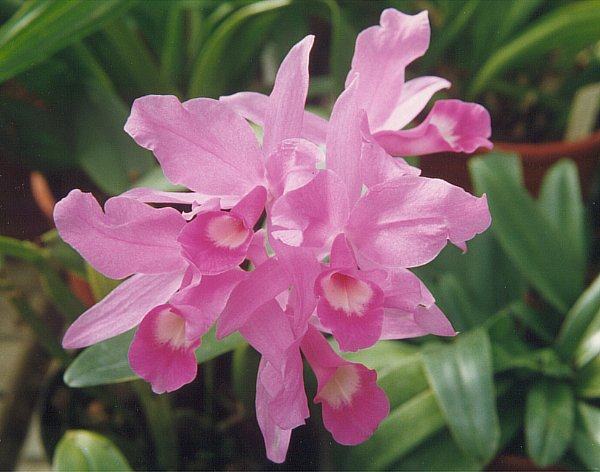
Guarianthe skinneri
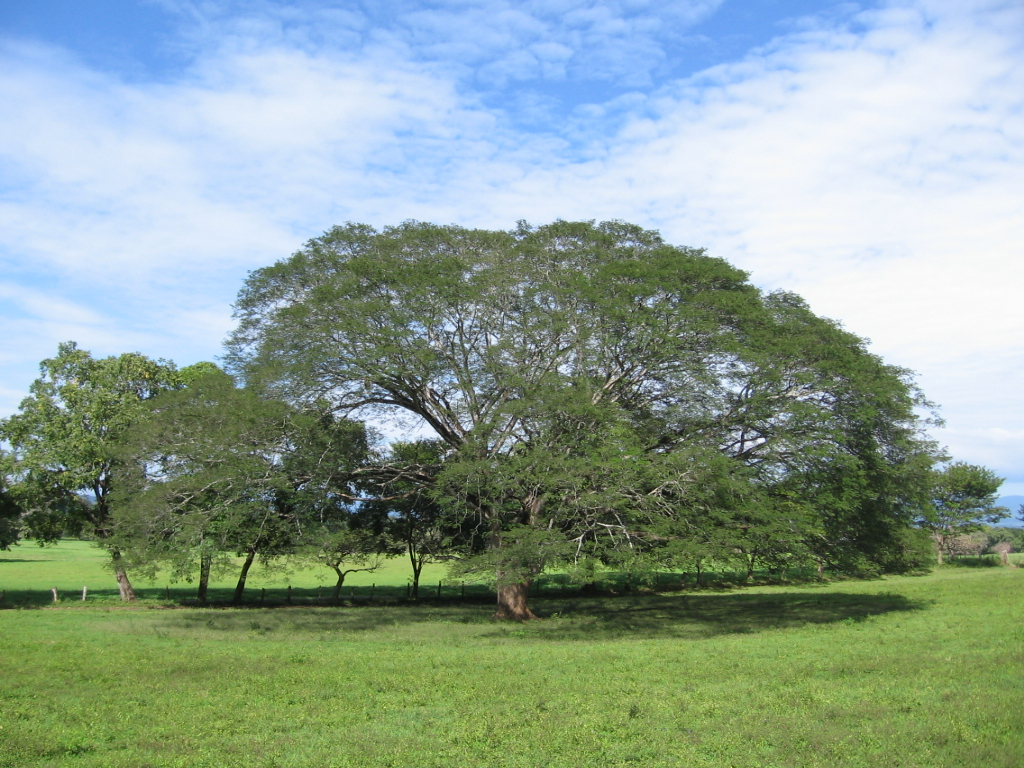
Enterolobium cyclocarpum
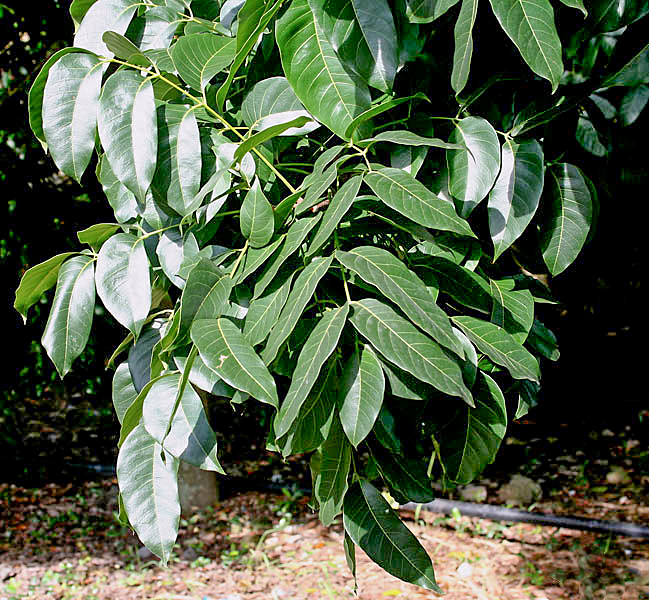
Swietenia macrophylla

## Fauna

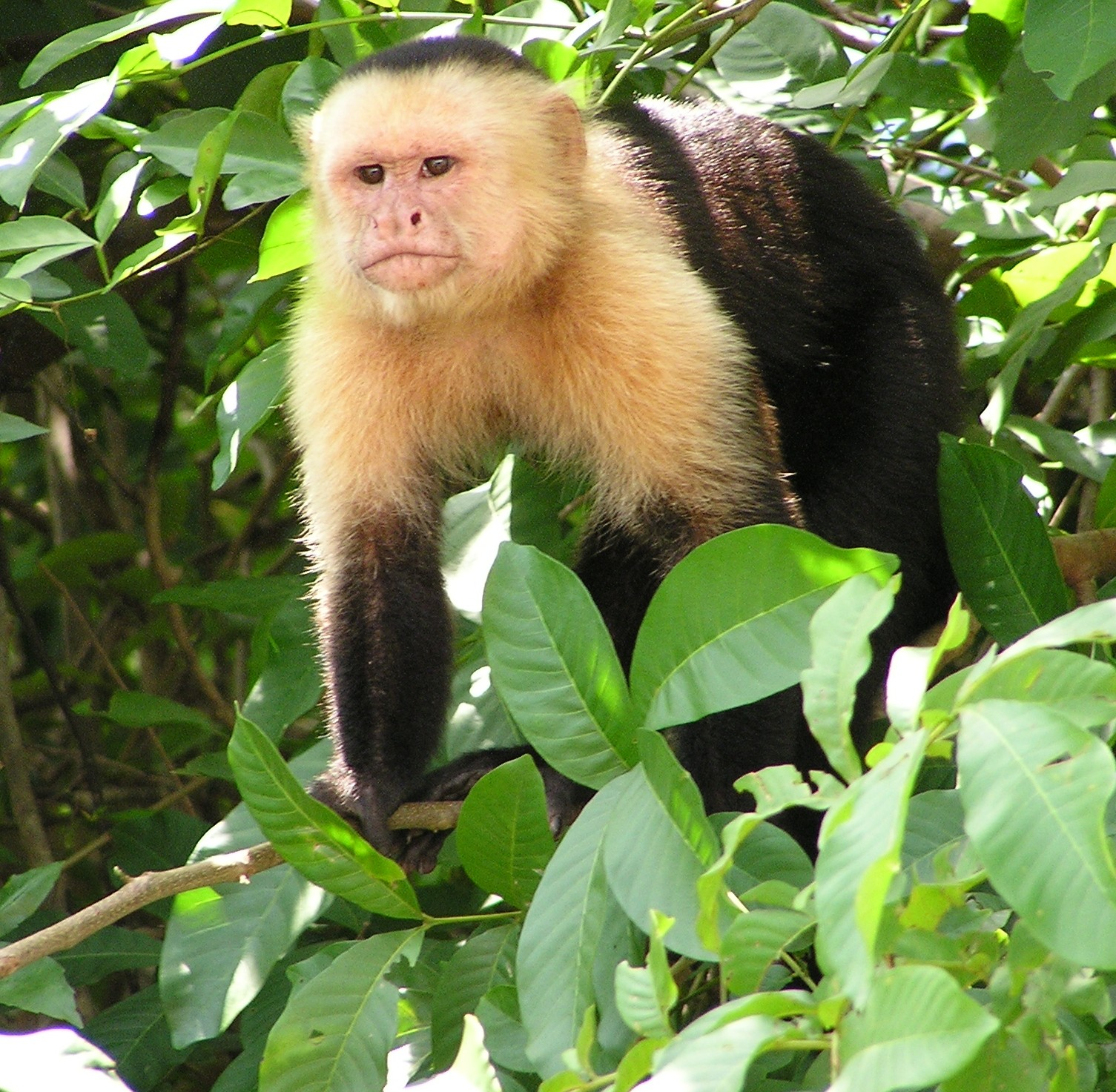
Cebus capucinus
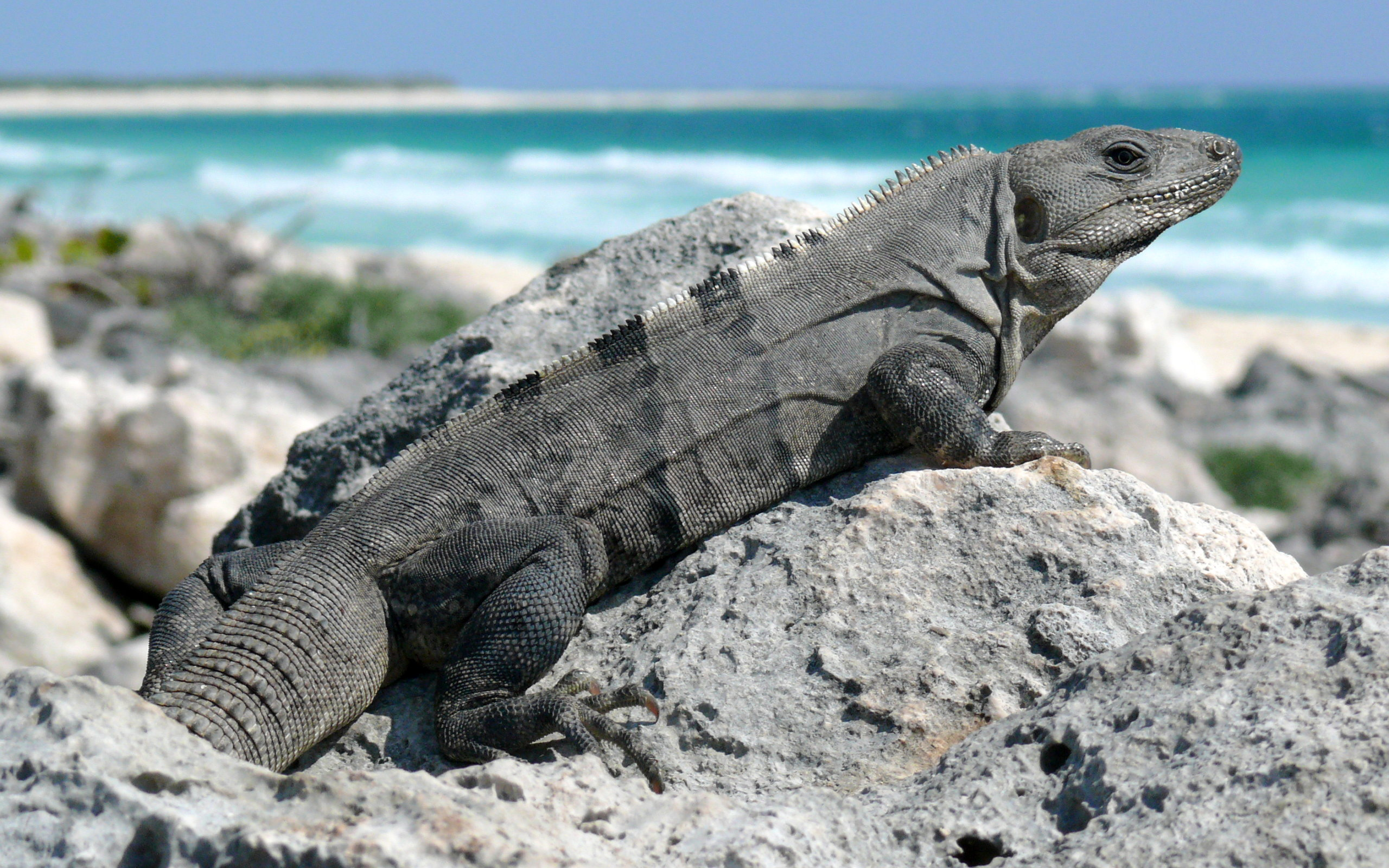
Ctenosaura similis
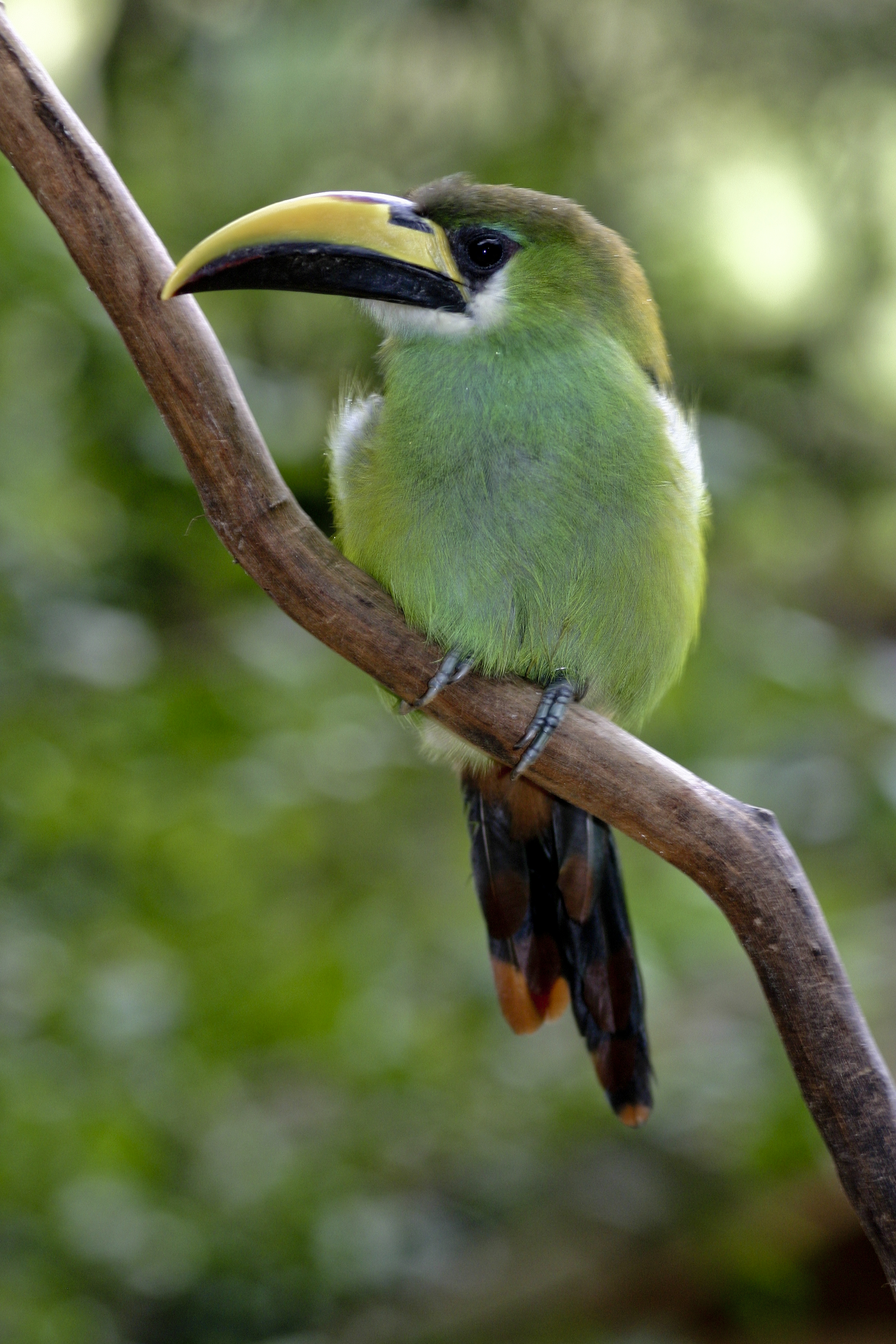
Aulacorhynchus prasinus
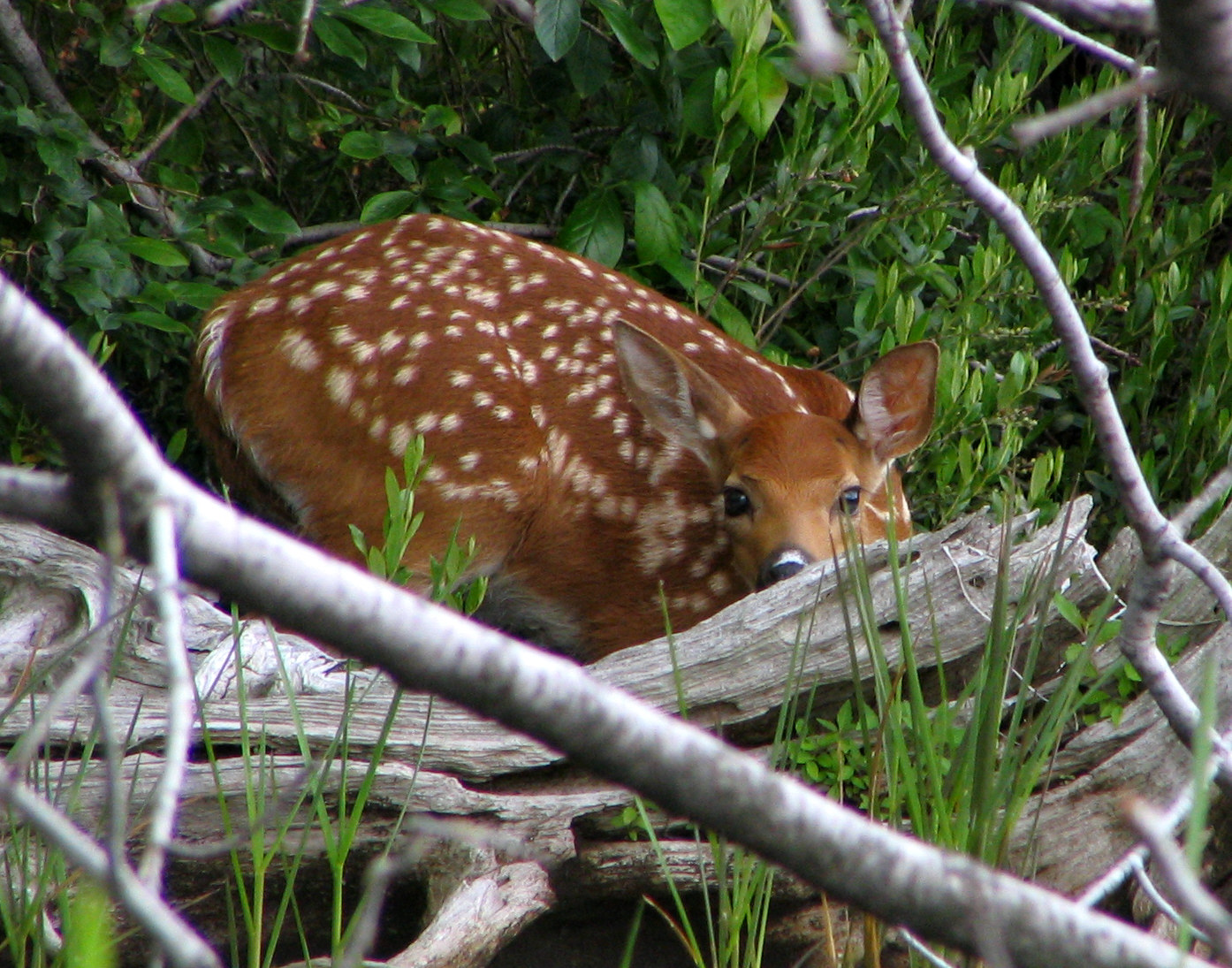
Odocoileus virginianus